# 大理白族自治州实验中学
25°34′44″N 100°13′25″E / 25.5789°N 100.2237°E
大理白族自治州实验中学，位于中华人民共和国云南省大理白族自治州大理市，是云南省一级二等普通高级中学，由大理州教育局主管。2005年由大理师范学校转制而成。2022年7月并入下关一中，成为其南校区。

## 历史
1905年，大理首创公立女子师范学堂，同设第一、二等女子学堂，此为大理地区师范教育的开端，也是大理州实验中学的源头。后逐渐演变为云南省立第二中学内设的师范班，1917年更名为云南省立第二师范学校。1932年2月，更名为云南省立大理中学。1933年7月，另设云南省立大理师范学校。1938年，改为大理女子师范学校。1941年，改为云南省立大理女子中学。1950年，省立大理女子中学等四校并入省立大理中学，更名为大理人民中学，设中学部和师范部。1953年3月1日，师范部分离出来，成立大理师范学校；中学部则成为今大理一中。1957年，从大理古城迁到下关（现下关一中校址），1969年，又迁到文化路南段的原大理农校校址至今。由于“文革”，1966年至1969年未招生。
2004年4月，大理州委、州人民政府决定将大理师范学校转办为普通高中。2005年正式更名为大理州实验中学，同时加挂“大理州教师培训学校”牌子，同年秋起停止招收师范生，转而招收普通高中生。
2009年6月，被认定为云南省一级三等高级中学；2012年2月，被认定为云南省一级二等高级中学。
2022年7月起，大理州实验中学停止招生，并入下关一中。